# Meg and Mog
Meg and Mog ist ein Bilderbuch der britischen Kinderbuchautorin Helen Nicoll aus dem Jahr 1972. Die Illustrationen stammen von Jan Pieńkowski. Es ist das erste Buch aus der gleichnamigen Meg and Mog Kinderbuchreihe, die nach Nicolls Tod 2012 noch von Pieńkowski und seinem Partner David Walser fortgesetzt wurde.

## Inhalt
Die Hexe Meg wird um Mitternacht von der Eule geweckt, macht für sich, ihre Katze Mog und die Eule Frühstück und bricht anschließend auf ihrem Zauberbesen mit einem Zauberkessel und Mog auf zu einer Halloween-Party mit ihren Hexenfreundinnen Bess, Jess, Cress und Tess. Jede Hexe steuert Ingredienzien für einen Zaubertrank bei, den sie in Megs Zauberkessel brauen. Beim anschließenden Zauberspruch geht allerdings mächtig was schief und Megs Freundinnen werden in Mäuse verwandelt, denen Mog gleich hinterherjagt. Mog verspricht am Flug nach Hause, ihre Freundinnen beim nächsten Halloween zurückzuverwandeln.

## Rezeption
Melanie Kramers schreibt in ihrer Rezension: „Der Stil von Meg and Mog ist originell und unverwechselbar: dünne, langgezogene Schwarz-Weiß-Figuren auf leuchtend farbigem Hintergrund. Die reduzierte Farbpalette ist von traditionellen polnischen Stickereien inspiriert. Der Wortschatz ist eher pädagogisch ambitioniert als kreativ, aber die Geschichten sind überbordend phantasievoll und machen Spaß.“ Der Autor SF Said meinte anlässlich der Verleihung des 2019 Booktrust Lifetime Achievement Awards an Jan Pieńkowski: „Bücher wie Meg und Mog haben inzwischen so viele Generationen geprägt, dass sie Teil des Gefüges der britischen Kindheit und Kultur im Allgemeinen geworden sind.“

## Besonderheiten
Nicoll und Pieńkowski wohnten etwas weiter auseinander und trafen sich deshalb regelmäßig auf halbem Weg in der Cafeteria einer Autobahnraststätte auf der M4, um dort stundenlang ihre Ideen und neuen Abenteuer zu besprechen. Den Feinschliff erledigten sie anschließend am Telefon bzw. im Büro ihres Herausgebers.

## Referenzen
Meg and Mog ist in dem literarischen Nachschlagewerk 1001 Kinder- und Jugendbücher – Lies uns, bevor Du erwachsen bist! für die Altersstufe 0–3 Jahre enthalten.

## Adaptionen
1981 hatten Meg und Mog ihren Auftritt auf der West-End-Bühne in einer Adaption von David Wood am Arts Theatre, mit Maureen Lipman als Meg.
Meg and Mog  wurde 2003–2004 als animierte Fernsehserie mit 55 fünfminütigen Folgen verfilmt.

## Ausgaben
- Meg and Mog. Heinemann, UK 1972 (englisch, librarything.com).